# Thundridge
Thundridge är en ort och civil parish i Storbritannien.   Den ligger i grevskapet Hertfordshire och riksdelen England, i den sydöstra delen av landet, 40 km norr om huvudstaden London. Thundridge ligger 49 meter över havet och antalet invånare är 475.
Terrängen runt Thundridge är huvudsakligen platt. Thundridge ligger nere i en dal. Runt Thundridge är det tätbefolkat, med 493 invånare per kvadratkilometer. Närmaste större samhälle är Harlow, 12,0 km sydost om Thundridge. Trakten runt Thundridge består till största delen av jordbruksmark.